# Wallhornkamm

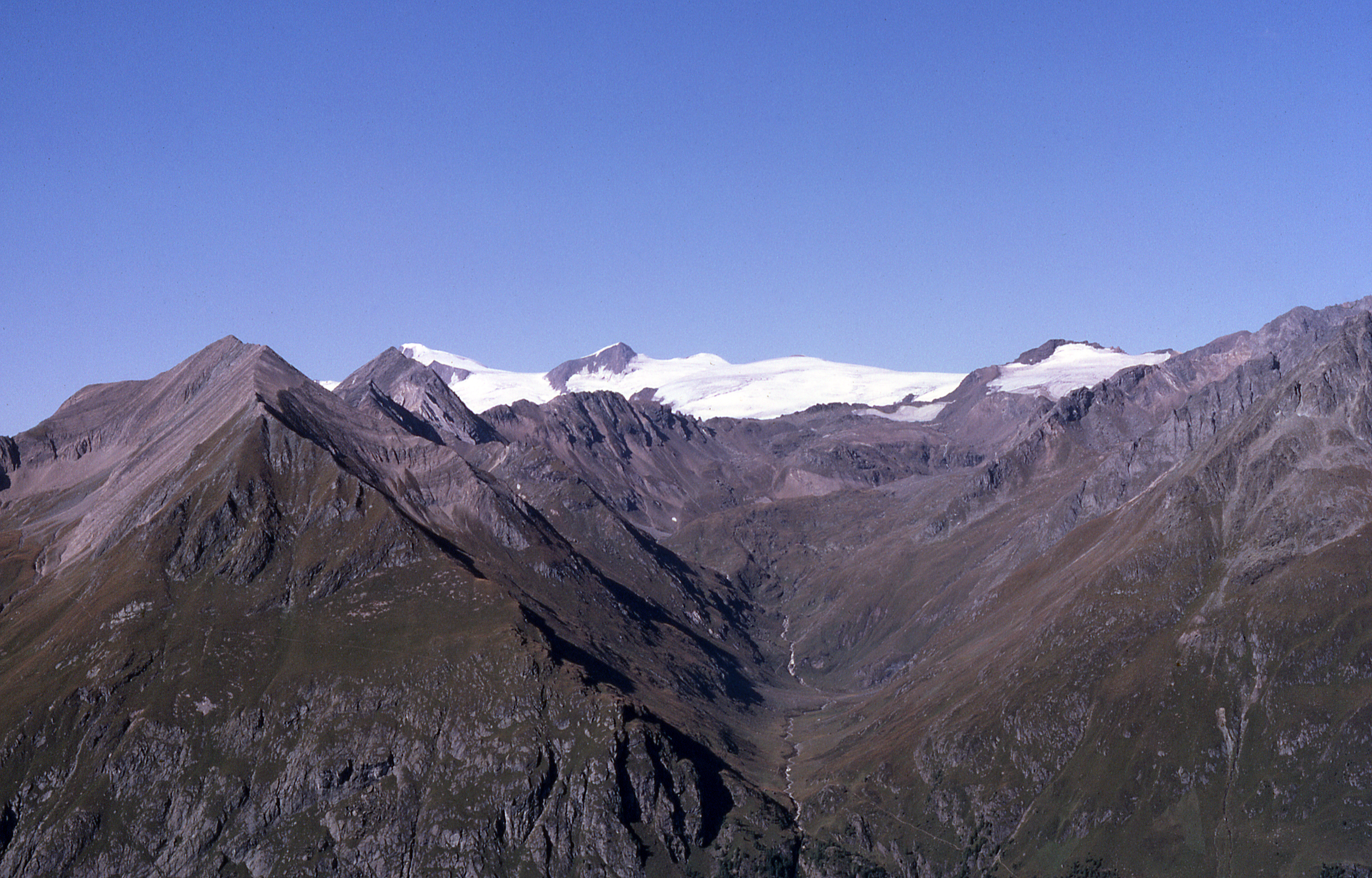
Blick vom Berger Kogel in das Timmeltal. Links der Wallhornkamm, rechts der Eichamstock.

Der Wallhornkamm ist ein Gebirgskamm der Venedigergruppe in Osttirol. Höchster Gipfel des Wallhornkamms ist die Zopetspitze (3198 m ü. A.). Der Wallhornkamm verdankt seinen Namen dem südöstlich gelegenen Ort Wallhorn.

## Lage
Der Wallhornkamm erstreckt sich südlich des sogenannten Venedigerstocks von Nordosten nach Süden, wobei im südlichen Drittel ein kleinerer Kamm einen Bogen nach Westen vollführt. Nördlichste Begrenzung des Wallhornkamms ist das gleichnamige Wallhorn Törl, das den Wallhornkamm vom Eichhamstock im Osten trennt. Zudem trennt das von Norden nach Süden verlaufende Timmeltal den Wallhornkamm vom Eichhamstock. Im Westen bildet das Hinterbichler Dorfertal die Grenze zum Dorferkamm, im Norden liegt der Gschlößkamm. Alle Gipfel des Wallhornkamms liegen im Nationalpark Hohe Tauern. Der Kammverlauf von Norden beginnt mit den Gastacher Wänden, die einen Bogen nach Südwesten bilden. Am Ende dieses Bogens beginnt trennt die Seidlscharte die Gastacher Wände vom Zopetkopf, bevor der Grat zum höchsten Punkt des Wallhornkamms, der Zopetspitze ansteigt. Danach folgt die südlich gelegene Zopetspitze; sie ist die wichtigste Verbindung zwischen dem Hinterbichler Dorfertal und dem Timmeltal. Im weiteren Verlauf folgen die Tulpsitze, die Tulpscharte und die Kreuzspitze. Von der Kreuzspitze biegt in einem Südwestbogen ein Grat ab, der den Scherneskopf, den Knappenspitz und das Tanzbodenköpfl beherbergt, danach folgt nach der Sajatscharte die Rote Säule und der Saukopf. Im Südostgrat liegen hingegen der Hintere und der Vordere Sajatkopf.

## Tourismus
Das Dorfer Tal und das Timmeltall sind jeweils durch einen markierten Wanderweg von Süden nach Norden erschlossen. Über die Zopatspitze sind die beiden Wege zudem durch den Venediger Höhenweg verbunden. Im hinteren Dorfer Tal befindet sich die Johannishütte, im hinteren Timmeltal die Eisseehütte. Zudem führen von den beiden Hütten südlich um den Wallhornkamm Wanderwege zur Sajathütte, die sich im Sajatkar südlich der Kreuzspitze befindet. Nördlich des Wallhornkamms ist über das Wallhorner Törl oder die Johannishütte zudem das Defreggerhaus zu erreichen.

## Gipfel
| - Gastacher Wände (3076 m ü. A.) - Hinterer Sajatkopf (3098 m ü. A.) - Knappenspitz (2850 m ü. A.) - Krälerspitz (2780 m ü. A.) - Kreuzspitze (3164 m ü. A.) - Rote Säule (2879 m ü. A.) - Saukopf (2822 m ü. A.) | - Scherneskopf (3043 m ü. A.) - Tanzbodenköpfl (2800 m ü. A.) - Tulpspitze (3054 m ü. A.) - Vorderer Sajatkopf (2918 m ü. A.) - Zopetkopf (3087 m ü. A.) - Zopetspitze (3198 m ü. A.) |